# 后门山遗址
后门山遗址，位于中国福建省福鼎市秦屿镇彭坑村，新石器时代末期石器加工场所。2008年第三次全国文物普查时发现，面积50000平方米。在取土区发现有大量文化遗物散落于地面，距地表深120—150厘米处有文化堆积层（厚20—40厘米），采集到大量石制品和彩陶器残片等。陶器残片包括泥质陶、夹砂陶和硬陶，其中以橙黄陶占绝大多数。采集石制品包括石器制作工具、石器坯件、石片和石料等。该文化遗存的发现，为探讨同时期闽台史前文化的渊源关系提供了实物依据。2009年11月16日公布为第七批福建省文物保护单位。